# Te necesito (canción de Thalía)
«Te necesito» es el tercer sencillo de la cantante y actriz mexicana Thalía, la canción fue lanzada el año de 1992 con motivos de promoción de su segundo álbum Mundo de cristal, esta es una de las canciones más románticas del álbum, junto con «Fuego Cruzado». Esta fue la primera canción de Thalia de 1992.

## La canción
La letra cuenta la historia de una chica que se siente feliz en un lugar, pero que se siente sola al no tener a nadie con quien compartir la belleza del paisaje, después ella misma cuenta que necesita de alguien que la abandono y por eso sus sueños no son nada buenos ahora, la chica espera que regrese y se quede con ella.